# Atahualpa (apellido)

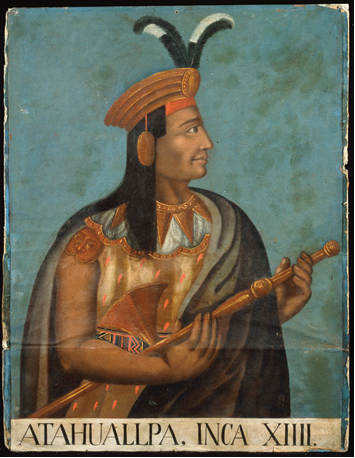
Retrato de Atahualpa (1700)

Atahualpa, puquina: Ata-w wallpa, —«El señalado y diligente ó el elegido y animoso»— es un apellido peruano de origen inca. Proviene de Atahualpa, último monarca del imperio inca. Sus portadores se localizan en Cajamarca, Quito, Lima, Arequipa y Cuzco.

## Historia

### Significado
Durante siglos, se creyó que el nombre del último soberano inca, provenía de las voces quechuas: Ataguallpa, Atabalipa o Atawallpa, cuyos significados se construyeron erróneamente por cronistas de la época basándose en la traducción quechua de la palabra «gallo» o «gallina». Se tienen, por ejemplo: «gallo feliz» o «ave de la fortuna.
Un estudio lingüístico y etimológico postulado por el historiador y lingüista Rodolfo Cerrón Palomino afirma que el nombre proviene de una construcción fonética del idioma puquina (lengua que fue utilizada por la nobleza incaica). Tras una serie de análisis, el autor asegura que el término proviene de las voces puquina /ata-w wallpa/, cuyos significados serían respectivamente, /ata-w/: ‘señalado o elegido’ y /wallpa/: ‘diligente, aplicado, animoso’.

### Apellidos emparentados
Atahualpa tuvo numerosos hijos, tanto de sus esposas como de sus concubinas, pero solo se ha podido identificar a algunos.
Pizarro prometió a Atahualpa que velaría por sus hijos, que aún eran niños. En cumplimiento de esa promesa hizo que un grupo de ellos fuera acogido en el convento de Santo Domingo de Cuzco y otro en el convento de San Francisco de Quito. Tres de los que estuvieron en el convento cuzqueño fueron Diego Ilaquita, Francisco Ninancoro y Juan Quispe Túpac; tres de los que estuvieron en el convento quiteño fueron Carlos, Felipe y Francisco Túpac Atauchi. Dos hijas, María e Isabel, acompañaron a sus hermanos en Cuzco, pero fuera del convento.
- Illaquita, Ninancoro, Quispi Túpac y Túpac Atauchi: En abril de 1555 Diego Ilaquita, Francisco Ninancoro y Juan Quispi Túpac se presentaron ante la Real Audiencia de Lima, afirmaron ser hijos de Atahualpa y de las ñustas Chuqui Suyo (Chuquesuyo), Chumbi Carhua (Chumbicarua) y Nance Coca (Nançe Cuca) respectivamente, y solicitaron que se les reconociera esta filiación.[6] Lograron el reconocimiento de su legitimidad gracias a la intermediación de fray Domingo de Santo Tomás, que viajó hasta la corte para informar al rey. El virrey Marqués de Cañete estableció dos pensiones de 600 pesos para Diego Ilaquita y Francisco Ninancoro, Juan Quispe Túpac había fallecido. Los frailes franciscanos de Quito también lograron rentas a cuenta de las cajas reales para Carlos y Francisco Túpac Atauchi. No se sabe qué ocurrió con Felipe.[5] Francisco Túpac Atauchi llegó a ser un hombre rico, poseedor de muchas propiedades en la región de Quito. Tuvo dos hijos: Juana y Carlos. Carlos viajó a Madrid para intentar mejorar su fortuna por favor del rey, pero llevó una vida disipada y falleció en 1589 en una cárcel pública a la que había ido a parar debido a sus deudas.[5]